# Bruce Smith (Footballspieler)
Bruce Bernard Smith (* 18. Juni 1963 in Norfolk, Virginia) ist ein ehemaliger US-amerikanischer American-Football-Spieler. Er spielte in der National Football League (NFL) als Defensive End bei den Buffalo Bills und den Washington Redskins. Mit 200 Sacks ist er der Spieler mit den meisten Sacks in der Geschichte der NFL.

## Spielerlaufbahn

### Collegekarriere
Bruce Smith studierte von 1981 bis 1984 am Virginia Polytechnic Institute and State University, wo er auch American Football spielte. Aufgrund zahlreicher Verletzungen erhielt er in seinem ersten Studienjahr nur wenig Einsatzzeit in seinem College-Football-Team. Erst in seinem zweiten Studienjahr erhielt er verstärkt Einsatzzeit und konnte sich als Starter etablieren. 1981 und 1984 konnte Smith mit seinem Team in Bowl Spiele einziehen. Der Independence Bowl 1984 konnte dabei gewonnen werden. Smith erzielte in seinem vorletzten Studienjahr 22 Sacks und in seinem letzten Jahr 16 Sacks. In beiden Spieljahren wurde er zum All-American gewählt. 1984 gewann er die Outland Trophy. Seine Trikotnummer wird an seinem College nicht mehr vergeben.

### Profikarriere
Im Jahr 1985 wurde Smith von den Buffalo Bills in der ersten Runde an erster Stelle gedraftet. Die Bills waren eines der schlechtesten Teams in der NFL. Bereits in seinem ersten Spieljahr wurde er zum Stammspieler in der Defense der Bills. Zwei Jahre später wurde Marv Levy neuer Trainer der Mannschaft, und die Bills entwickelten sich zu einem Spitzenteam in der American Football Conference. Bis 1997 konnten die Bills achtmal in die Play-offs einziehen. Smith spielte von 1990 bis 1993 viermal im Super Bowl. Keines der Spiele konnte gewonnen werden. 1990 verlor man im Super Bowl XXV knapp mit 20:19. Smith gelang dabei ein Safety und ein Sack gegen den Quarterback der Giants, Jeff Hostetler. 1991 verloren die Bills im Super Bowl XXVI gegen die Washington Redskins mit 37:24. 1992 ging der Super Bowl XXVII gegen die Dallas Cowboys mit 52:17 verloren. Smith konnte Troy Aikman, Quarterback der Cowboys, einmal zu Boden bringen. Nach der Regular Season 1993 verloren die Bills auch ihren vierten Super Bowl. Erneut bezog man gegen die Cowboys im Super Bowl XXVIII eine Niederlage, diesmal mit 30:13.
1991 erlitt Smiths Laufbahn einen Rückschlag. Aufgrund einer Knieverletzung verpasste er zahlreiche Spiele seiner Mannschaft, war aber trotzdem in der Lage, den Super Bowl XXVI zu bestreiten. Im Jahr 2000 wechselte Smith zu den Washington Redskins. Ein Einzug in die Play-offs gelang ihm nicht mehr. Nach der Saison 2003 wurde Smith von den Redskins entlassen. Verletzungsbedingt hatte er nur wenig Einsatzzeit in dieser Saison, und den Redskins war das Jahresgehalt, welches ihm zugestanden hätte, wenn man die Kündigung nicht ausgesprochen hätte, zu hoch.
Smith beendete im Alter von 40 Jahren seine Profikarriere. Er bestritt 279 Spiele in der NFL, 267-mal lief er dabei als Starter seiner Mannschaft auf.

## Ehrungen
Smith wurde elfmal in den Pro Bowl gewählt, dem Abschlussspiel der besten Spieler einer Saison. Er wurde elfmal zum All-Pro gewählt. Er ist Mitglied im NFL 1980s All-Decade Team, im NFL 1990s All-Decade Team, im Buffalo Bills 50th Anniversary Team (2009), sowie seit 2006 in der College Football Hall of Fame und seit 2009 in der Pro Football Hall of Fame. In den Jahren 1990 und 1996 wurde er zum NFL Defensive Player of the Year gewählt. Smith wird auf der Buffalo Bills Wall of Fame geehrt. Smith konnte in 13 Spielrunden jeweils mehr als zehn Sacks erzielen, dies ist, ebenso wie seine 200 Sacks, die er in seiner Karriere erzielte, NFL-Rekord.

## Nach der NFL
Smith ist verheiratet, hat ein Kind und lebt in Virginia Beach. Bruce Smith plant und baut heute mit seiner eigenen Firma Apartmenthäuser.